# Stanisław Nagy
Stanisław Nagy   (Bieruń Stary, 30 de setembre de 1921 - Cracòvia, 5 de juny de 2013) va ser membre polonès dels Sacerdots del Sagrat Cor de Jesús (Dehonians) i unun cardenal de Polònia.

## Biografia
Va néixer l'any 1921 a Bieruń, Silèsia, Polònia, de pare hongarès i mare polonesa. Ingressà en l'Orde dels Sacerdots del Sagrat Cor de Jesús el 1937. El 8 de juliol del 1945 fou ordenat sacerdot.
Treballà com a rector del Seminari Menor dels Pares Dehonians a Cracòvia-Plaszow i del Seminari Major de Tarnów. Fou professor també a la Universitat Catòlica de Lublin. Del 1973 al 1974 fou membre de la Comissió Conjunta Catòlico-Luterana. També fou membre de la Comissió Teològica Internacional i director de la secció de teologia ecumènica en la redacció de l'Enciclopèdia Catòlica de la Universitat de Lublin. Participà en els sínodes de 1981 i 1985. És autor de nombrosos llibres sobre Joan Pau II, de qui fou col·laborador durant molt de temps. Fou proclamat cardenal per Joan Pau II en el consistori del 21 d'octubre del 2003.